# Zaklepica
Zaklepica je naseljeno mjesto u Republici Hrvatskoj u Zagrebačkoj županiji. Nalazi se u sastavu grada Ivanić-Grada. 

## Zemljopis
Naselje se proteže na površini od 0,78 km². Nalazi se u Sjevernoj Posavini pored mjesta Posavski Bregi.

## Stanovništvo
| broj stanovnika | 106   | 102   | 92    | 113   | 117   | 127   | 122   | 125   | 132   | 136   | 111   | 118   | 103   | 83    | 101   | 88    | 74    |
|                 | 1857. | 1869. | 1880. | 1890. | 1900. | 1910. | 1921. | 1931. | 1948. | 1953. | 1961. | 1971. | 1981. | 1991. | 2001. | 2011. | 2021. |

Prema popisu stanovništva iz 2021. godine u Zaklepici stanuje 78 Zaklepaca. Oni žive u 30 domaćinstava. Gustoća naseljenosti iznosi 100 st./km².

## Znamenitosti
- Posavski čardak, zaštićeno kulturno dobro